# Comuna Crăciunelu de Jos, Alba
Crăciunelu de Jos (în maghiară: Alsókarácsonfalva, în germană: Christendorf) este o comună în județul Alba, Transilvania, România, formată numai din satul de reședință cu același nume.

## Demografie
Componența etnică a comunei Crăciunelu de Jos
     Români (88,49%)
     Romi (2,61%)
     Alte etnii (2,41%)
     Necunoscută (6,5%)
Componența confesională a comunei Crăciunelu de Jos
     Ortodocși (85,06%)
     Greco-catolici (3,68%)
     Reformați (2,51%)
     Alte religii (1,84%)
     Necunoscută (6,91%)
Conform recensământului efectuat în 2021, populația comunei Crăciunelu de Jos se ridică la 1.954 de locuitori, la fel ca la recensământul anterior din 2011. Majoritatea locuitorilor sunt români (88,49%), cu o minoritate de romi (2,61%), iar pentru 6,5% nu se cunoaște apartenența etnică. Din punct de vedere confesional, majoritatea locuitorilor sunt ortodocși (85,06%), cu minorități de greco-catolici (3,68%) și reformați (2,51%), iar pentru 6,91% nu se cunoaște apartenența confesională.

## Politică și administrație
Comuna Crăciunelu de Jos este administrată de un primar și un consiliu local compus din 11 consilieri. Primarul, Lenuța Bubur[*], de la Partidul Național Liberal, este în funcție din 2000. Începând cu alegerile locale din 2024, consiliul local are următoarea componență pe partide politice:
|  | Partid                          | Consilieri | Componența Consiliului | Componența Consiliului | Componența Consiliului | Componența Consiliului | Componența Consiliului |
|  | ------------------------------- | ---------- | ---------------------- | ---------------------- | ---------------------- | ---------------------- | ---------------------- |
|  | Partidul Național Liberal       | 5          |                        |                        |                        |                        |                        |
|  | Uniunea Salvați România         | 4          |                        |                        |                        |                        |                        |
|  | Alianța pentru Unirea Românilor | 1          |                        |                        |                        |                        |                        |
|  | Partidul Social Democrat        | 1          |                        |                        |                        |                        |                        |

## Atracții turistice
- Biserica greco-catolică
- Monumentul Eroilor
- Troița

## Imagini

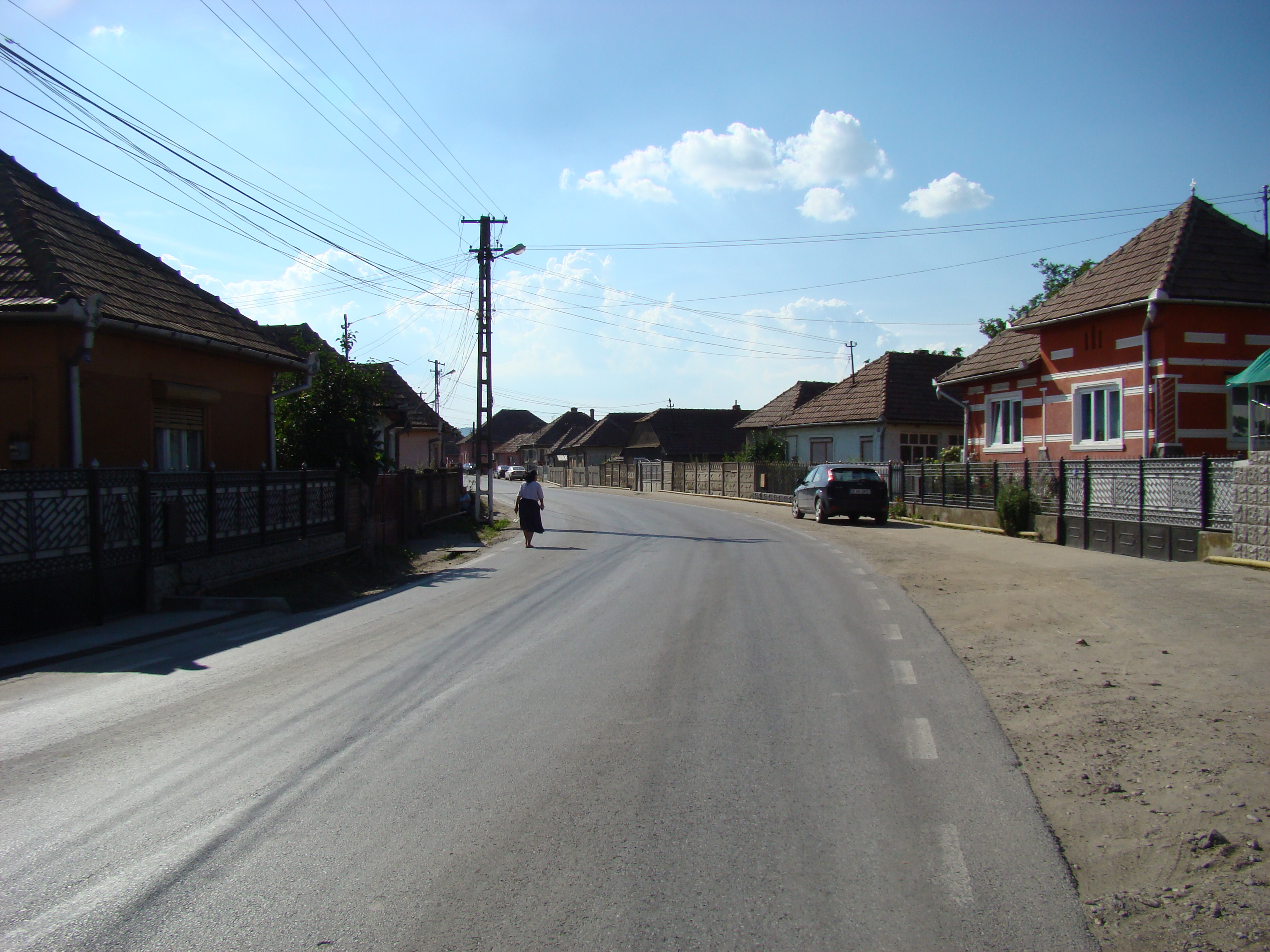
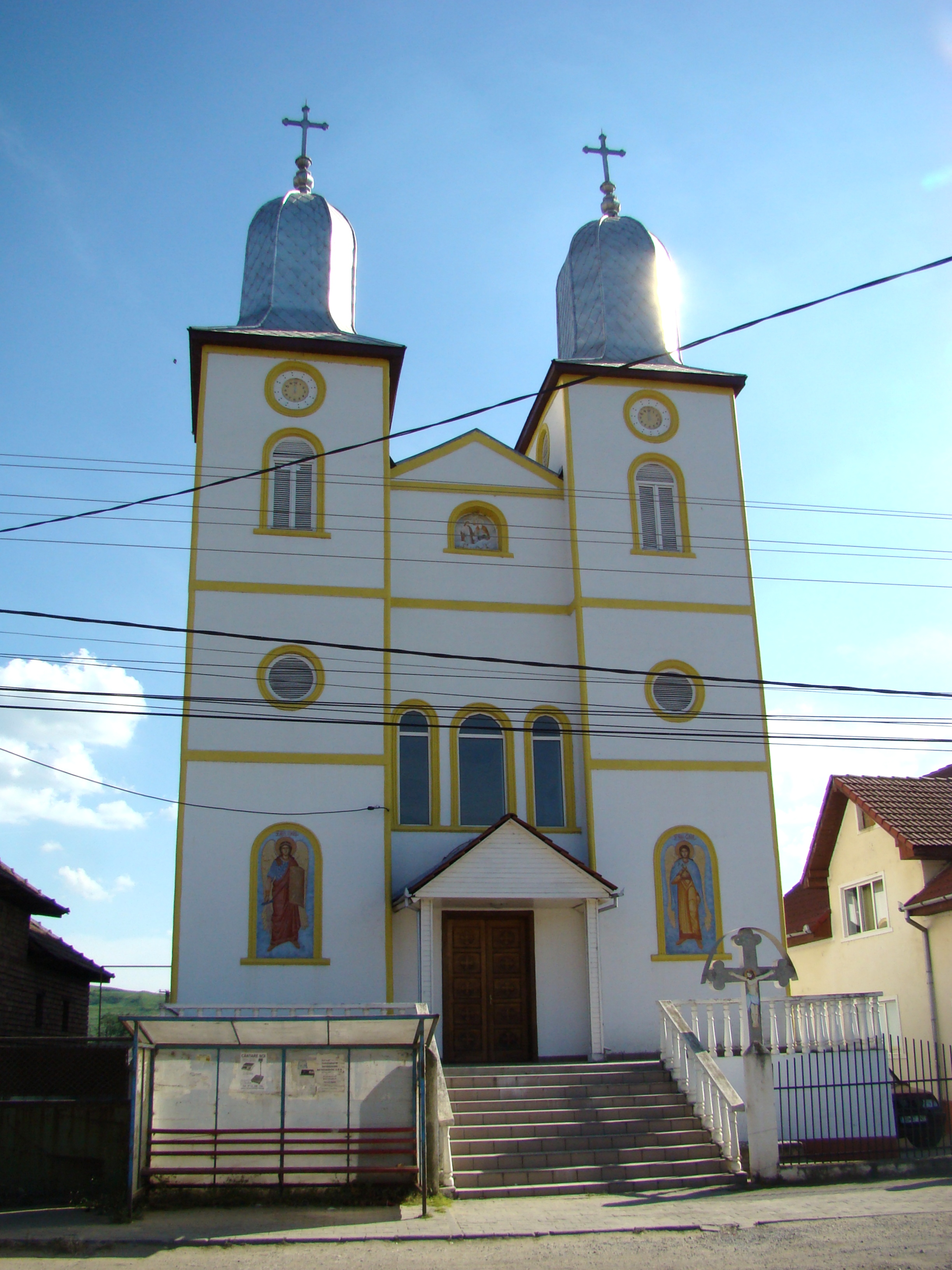
Biserica greco-catolică
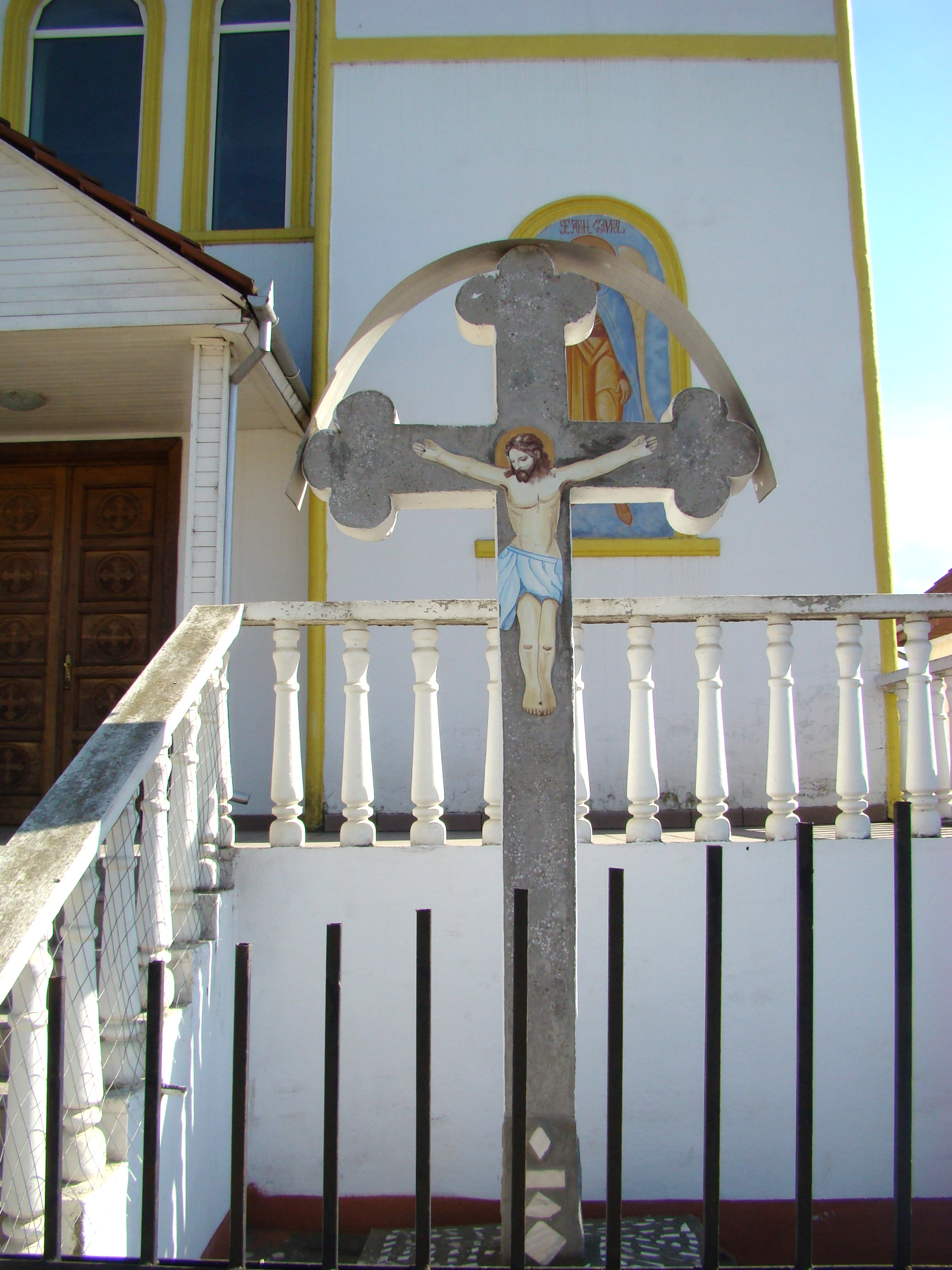
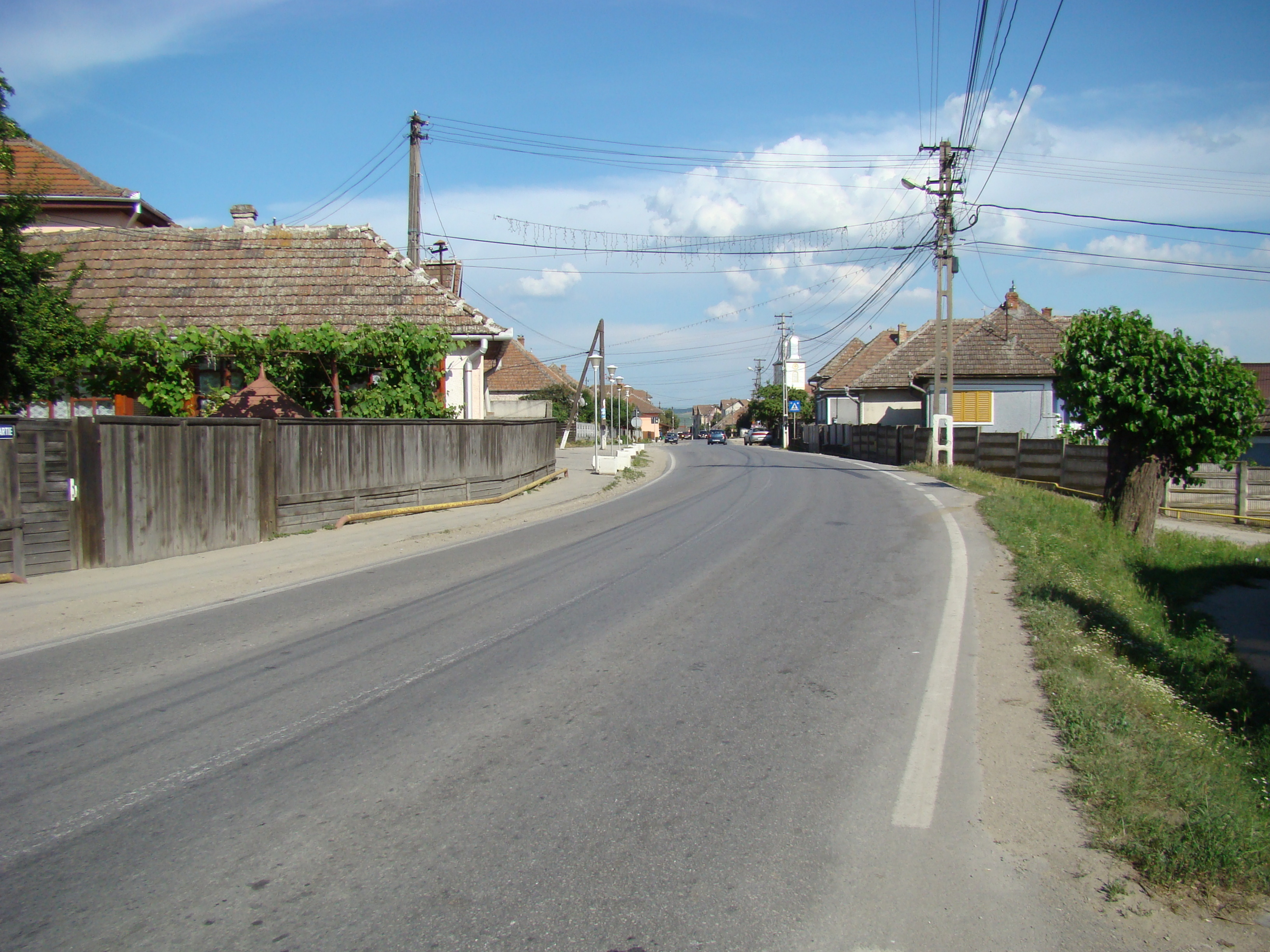
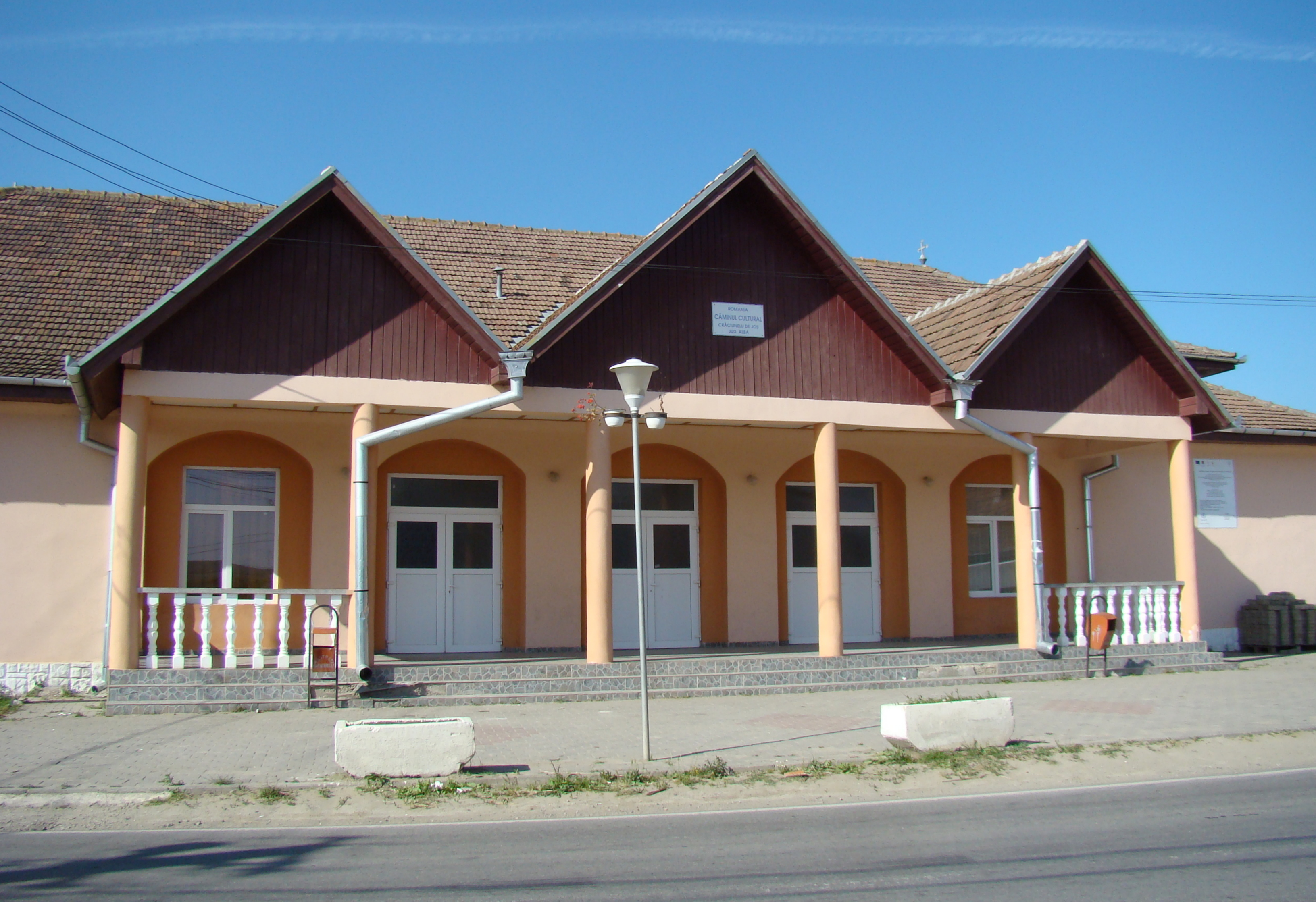
Căminul cultural
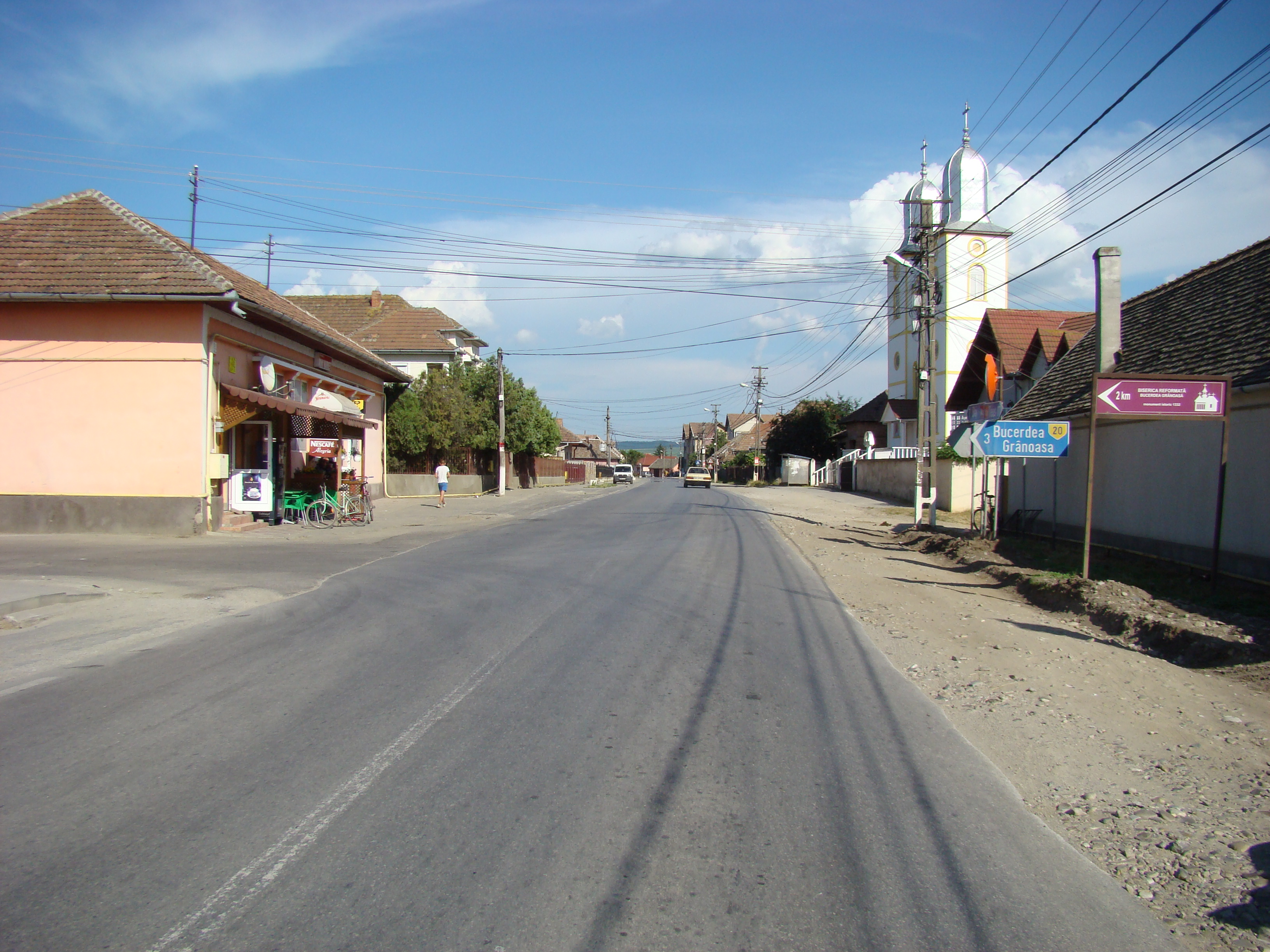
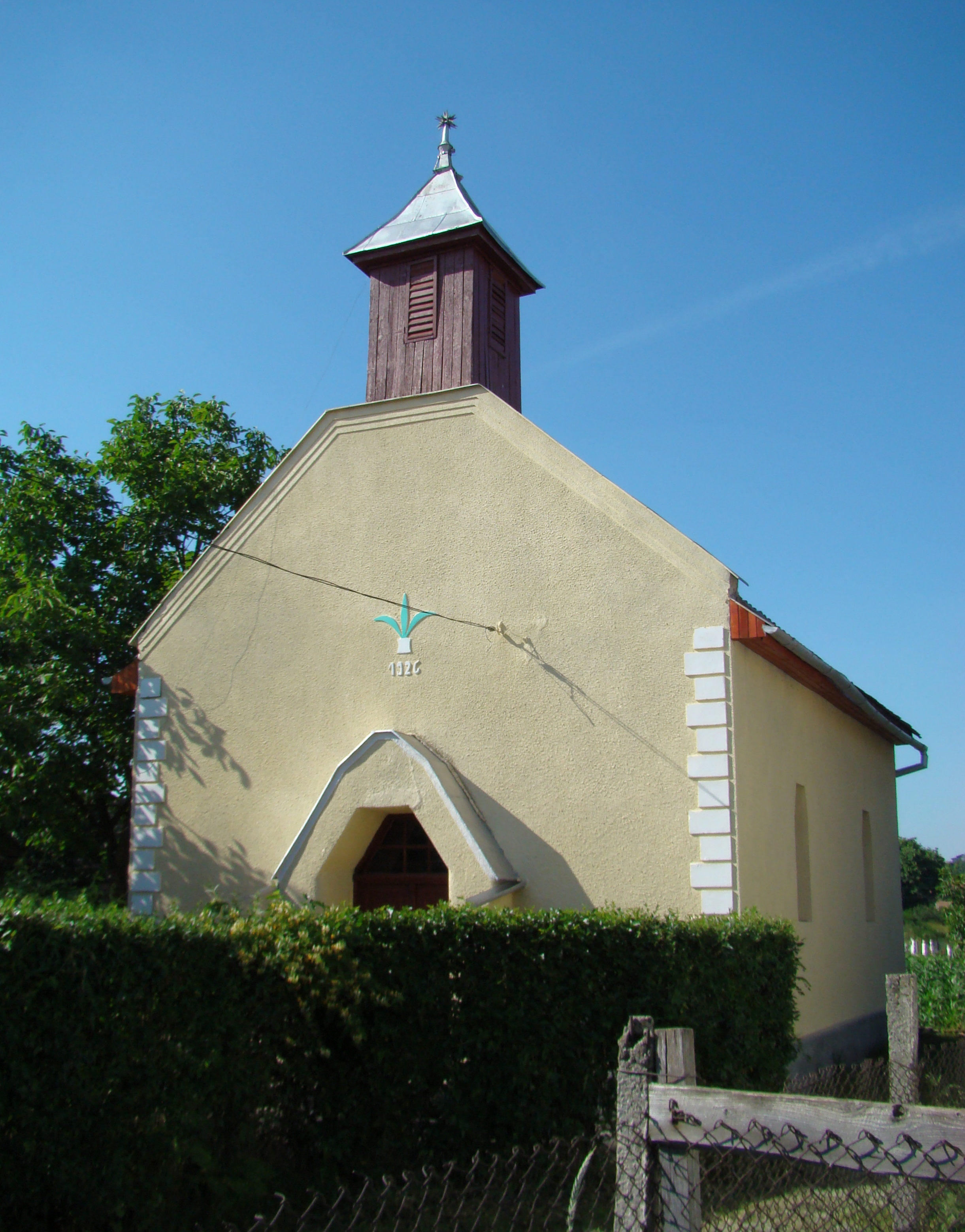
Biserica reformată (1926)
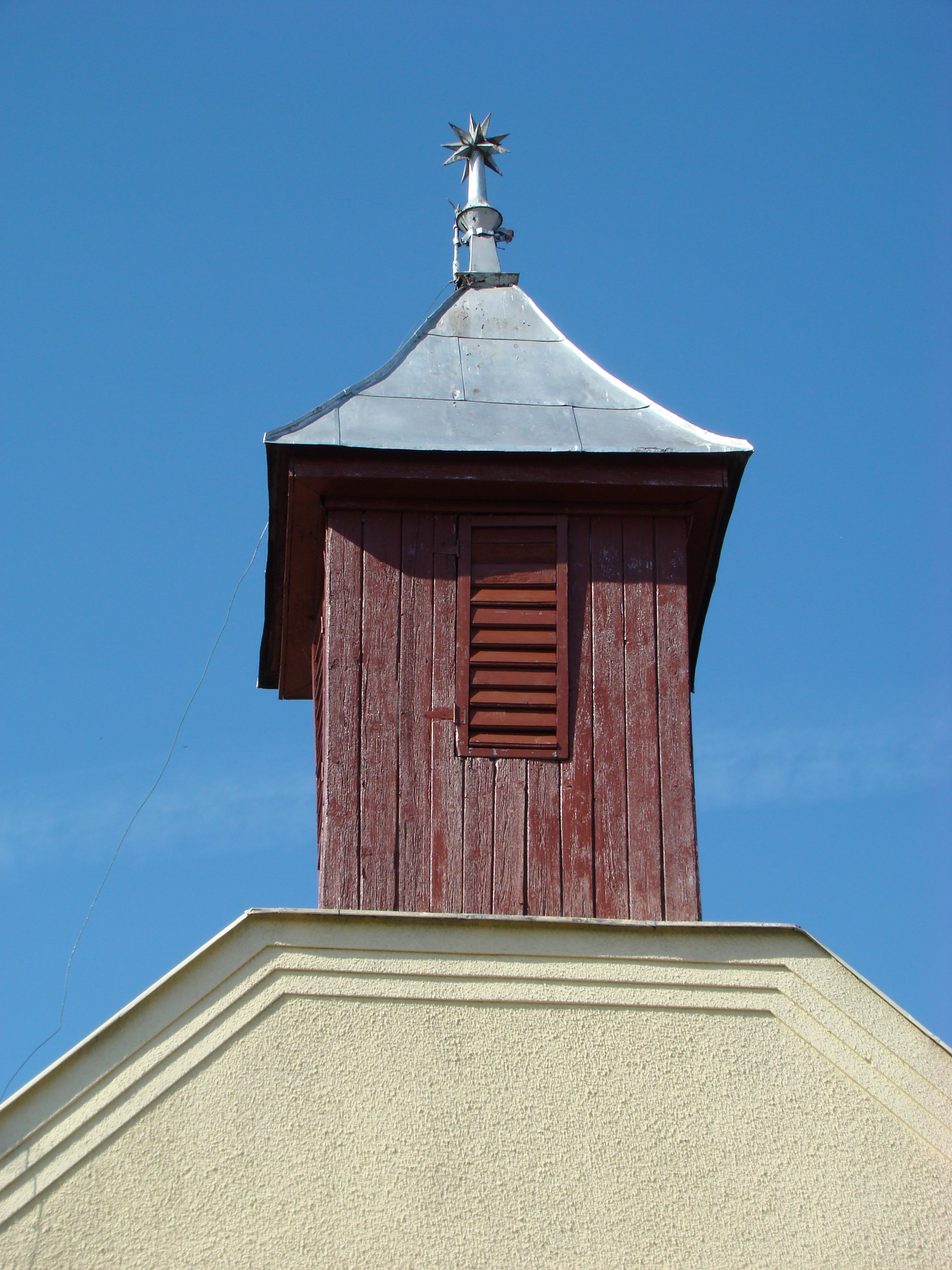
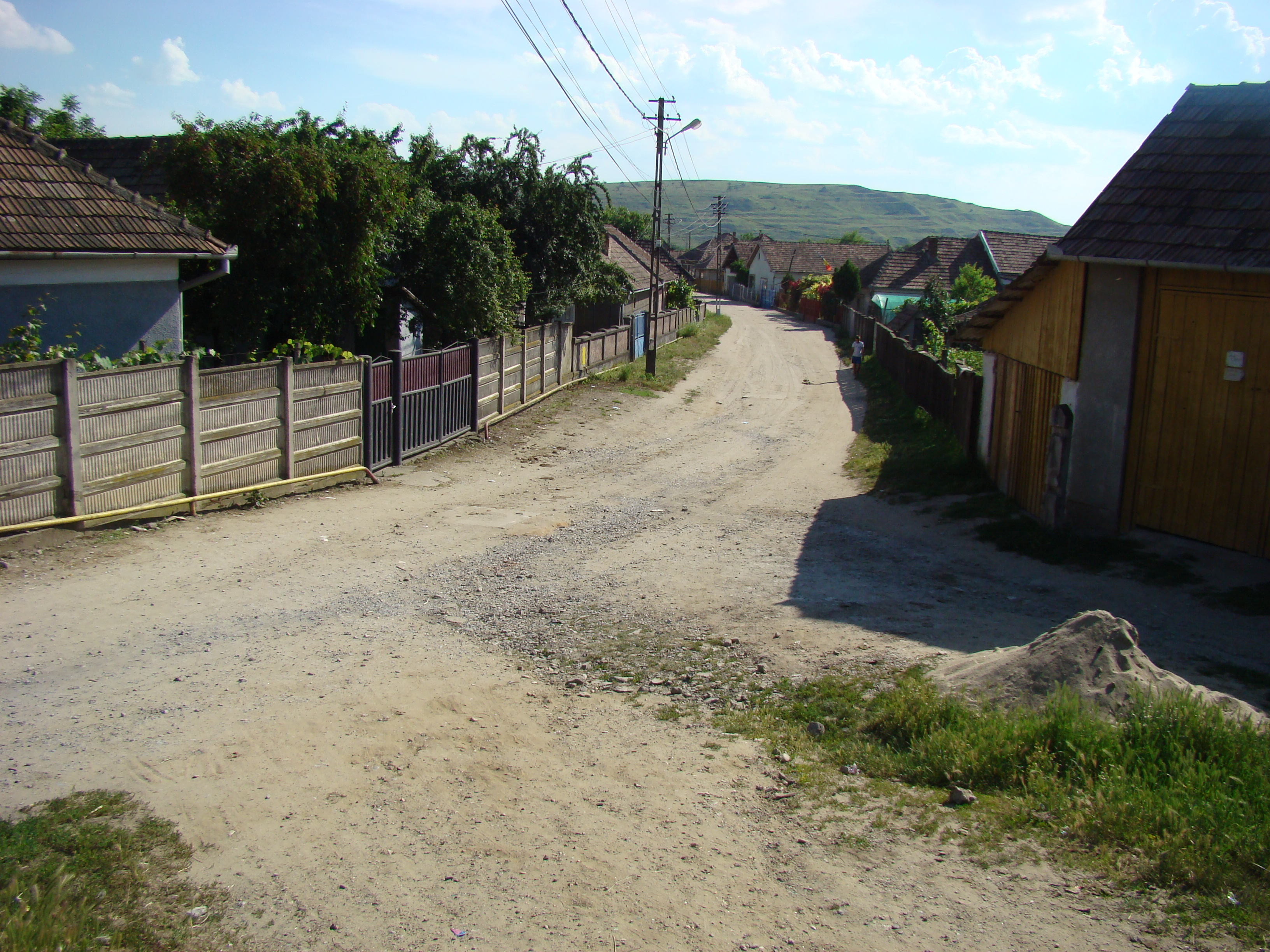
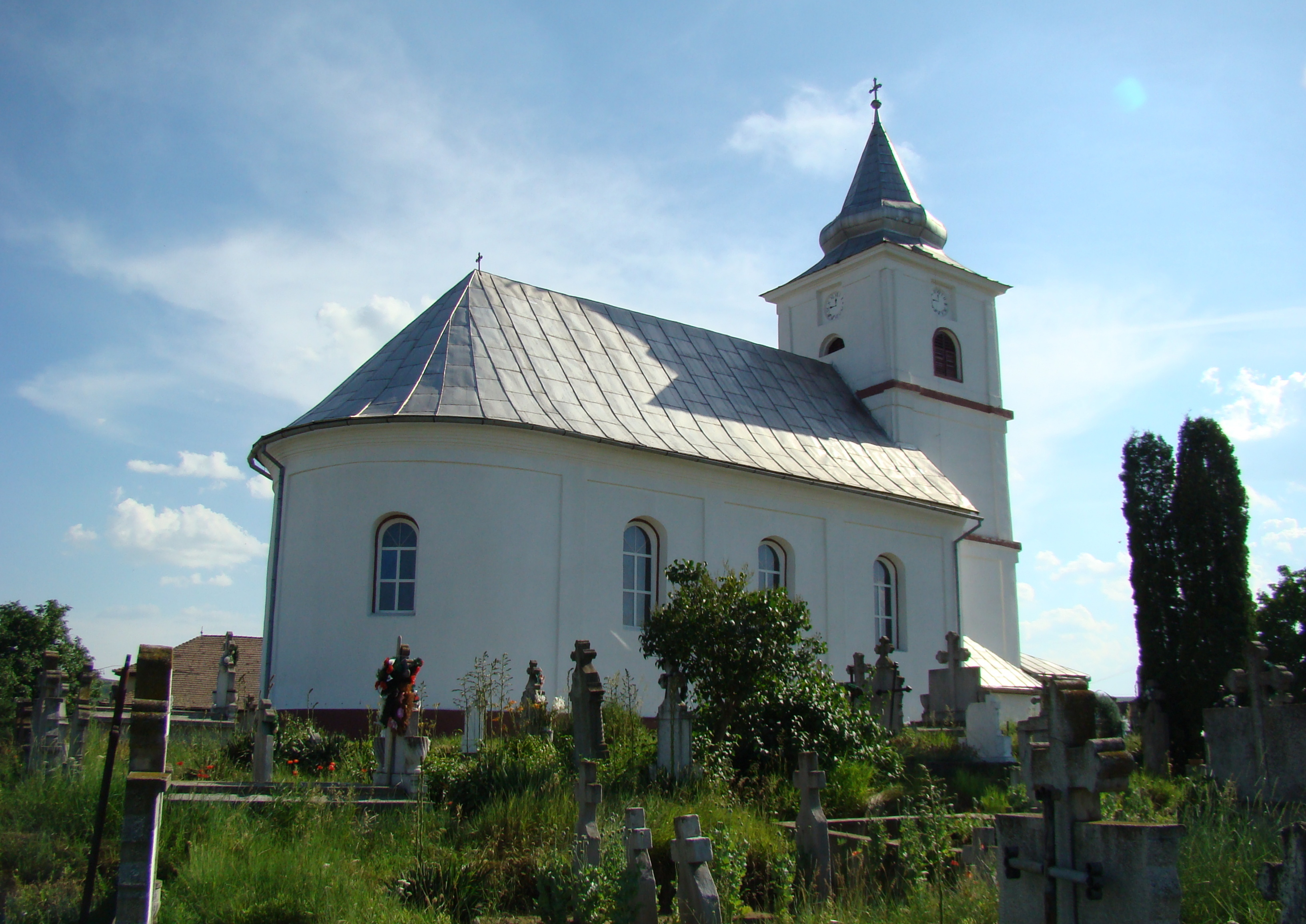
Biserica ortodoxă (inițial unită) „Sfântul Ierarh Nicolae” (1836)
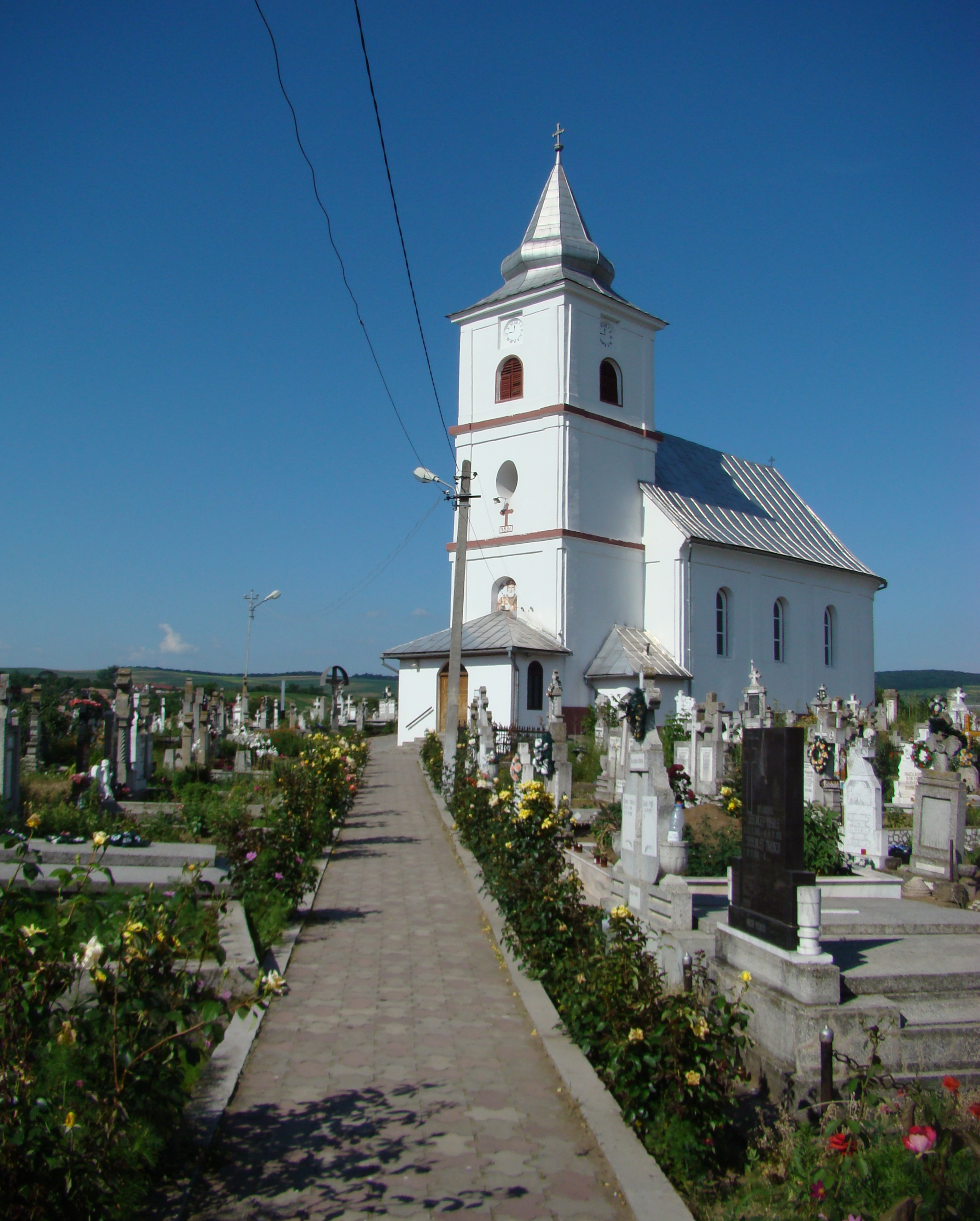
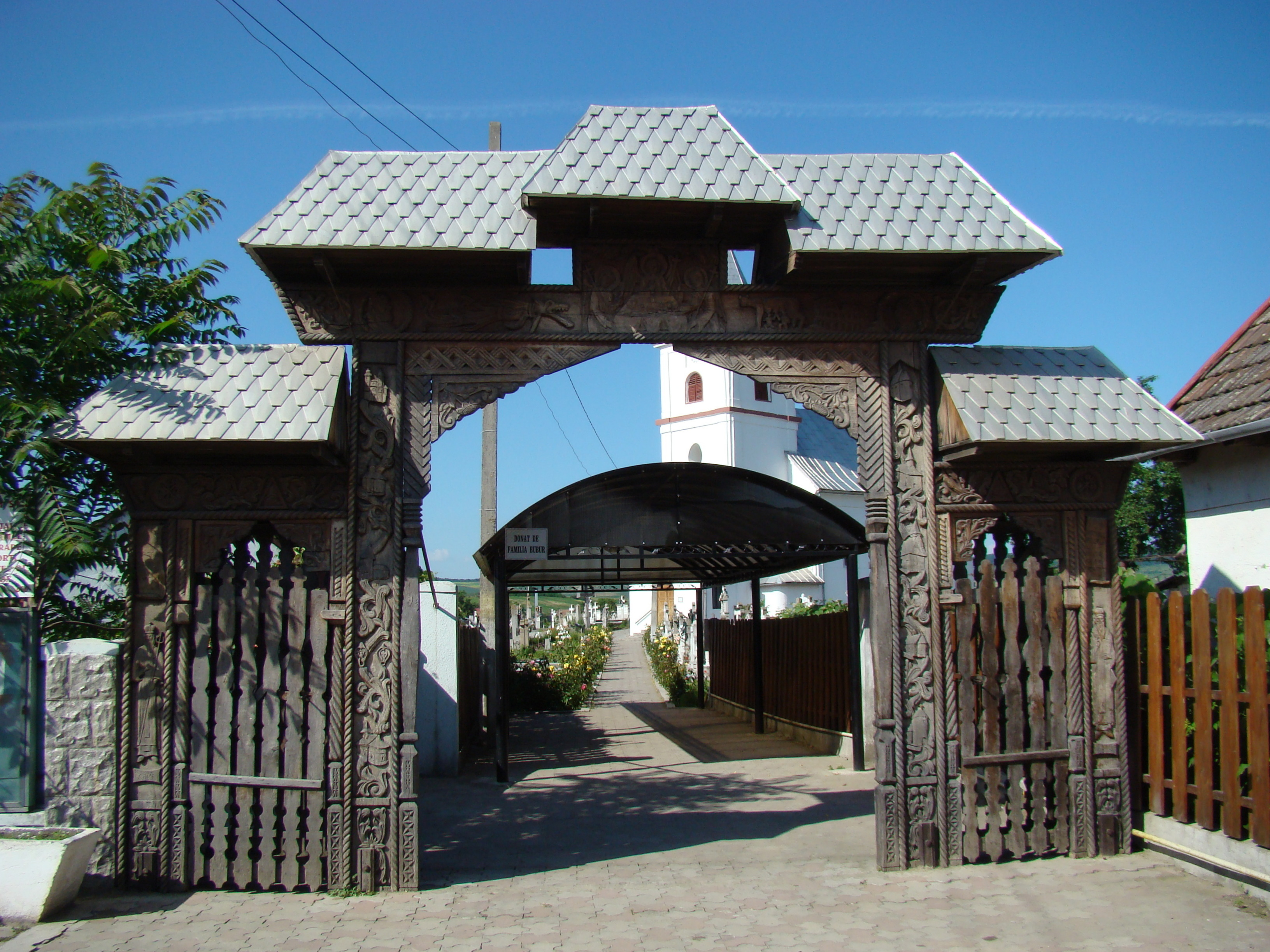
Poarta de lemn
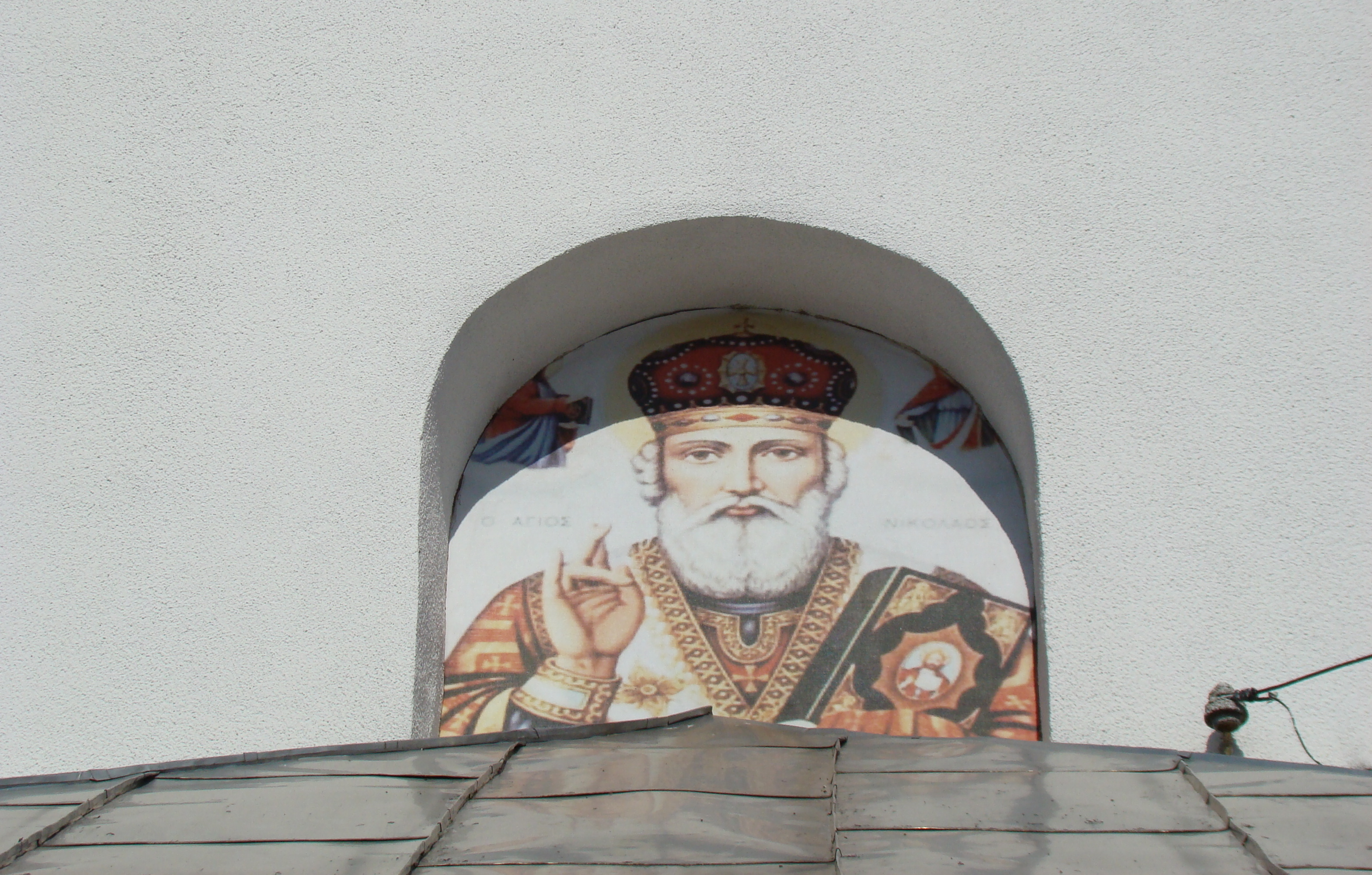
Icoana de hram